# ネイサン・ファーガソン (2000年生のサッカー選手)
ネイサン・ファーガソン（Nathan Ferguson, 2000年10月6日 - ）は、イングランド・ウェスト・ミッドランズ州バーミンガム出身のサッカー選手。ポジションはDF。

## クラブ経歴
8歳の時にウェスト・ブロムウィッチ・アルビオンFC (WBA)のユースアカデミーに入団。2017年にU-23チームに昇格。同リーグに2シーズンで39試合に出場し、2019年にトップチームに昇格。8月4日のEFLチャンピオンシップ (2部リーグ)の ノッティンガム・フォレストFC戦でプロデビューを果たし、試合は2-1で勝利。9月29日のクイーンズ・パーク・レンジャーズFC戦では、プロ初ゴールを記録。2019-20シーズンは21試合1ゴールを記録し、プロ1年目で先発に定着したものの、2020-21シーズン以降の契約を拒否し、2020年6月30日付でWBAを退団。
2020年7月21日、クリスタル・パレスFCと2023年までの3年契約を締結し、2020-21シーズンより加入することが発表された。

## 代表経歴
2018年から各ユース世代のイングランド代表でプレーしている。